# Kazimierz Nycz (polityk)
Kazimierz Nycz (ur. 7 października 1949 w Hermanowicach) – polski polityk, samorządowiec, prezydent Przemyśla (1988–1990), poseł na Sejm II i III kadencji.

## Życiorys
W 1988 ukończył studia na Wydziale Nauk Politycznych Akademii Nauk Społecznych przy KC PZPR. Do Polskiej Zjednoczonej Partii Robotniczej należał od 1976 do jej rozwiązania. Do początku lat 90. pracował m.in. w Poczcie Polskiej.
Od 1985 sprawował funkcję wiceprezydenta Przemyśla, następnie w latach 1988–1990 prezydenta tego miasta. W latach 1993–2001 wykonywał mandat posła na Sejm II i III kadencji wybranego z listy Sojuszu Lewicy Demokratycznej w okręgu przemyskim. Od 2002 do 2006 pełnił funkcję radnego Przemyśla. Do 2007 zajmował także stanowisko wiceprezesa zarządu Wojewódzkiego Funduszu Ochrony Środowiska i Gospodarki Wodnej w Rzeszowie.
Pozostał członkiem SLD, wybierany na przewodniczącego miejskich struktur tej partii.